# Frascarolo
Frascarolo je italská obec v provincii Pavia v oblasti Lombardie.
K 31. prosinci 2010 zde žilo 1 241 obyvatel.

## Sousední obce
Bassignana, Gambarana, Mede, Suardi, Torre Beretti e Castellaro, Valenza